# 트라이 나이츠
《트라이 나이츠》(トライナイツ)는 일본의 애니메이션이다. 2019년 7월부터 10월까지 NTV에서 방영되었다.
고등학교 럭비를 소재로 오리지널 애니메이션으로, 두뇌파와 육체파의 대칭적인 두 고교생을 중심으로 하는 군상극이 그려진다.

## 줄거리
체격을 잃지 않고 럭비를 포기한 과거의 한 하루마 리쿠는 진학지인 소란고등학교에서 이상적인 플레이를 하는 카리야 히카루를 목격하고 무심코 적확한 조언을 보낸다. 플레이가 개선된 히카루는 보다 높은 곳을 지향하기 위해 리쿠를 권유하고, 리쿠 또한 히카루에 대한 열정을 지적받아 럭비부로 입부한다.